# CANSA FC.20
CANSA FC.20 byl italský dvoumotorový víceúčelový vojenský dolnoplošník s dvojitou SOP a zatahovacím podvozkem ostruhového typu. Byl určen k plnění rolí bitevního, taktického bombardovacího, průzkumného a záchytného stíhacího letounu.

## Vznik
Vývojová konstrukce společnosti Costruzioni Aeronautiche Novaresi S. A. v Cameri zahájila práci na bojovém letounu FC.20 v roce 1940. Byl koncipován jako víceúčelový pro lehké taktické bombardování, dálkové a přepadové stíhací akce a pro bitevní nálety na pancéřované pozemní cíle i lodě. Typ měl mít stále stejný drak i motory, avšak v dokončovací fázi výroby by se stavěl s různým řešením přídě trupu podle bojového určení.

## Vývoj

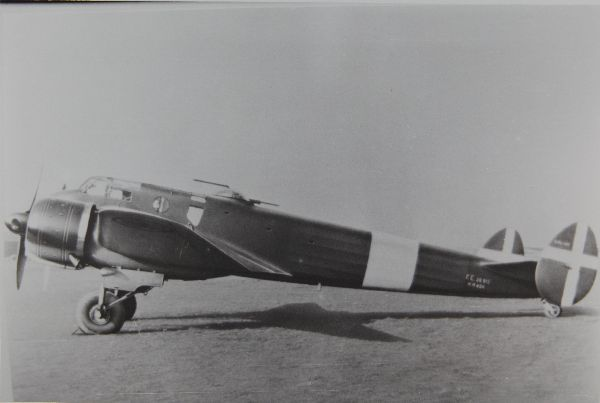
CANSA FC.20

První prototyp FC.20 (sériové číslo MM.403) vzlétl ke zkušebnímu letu 12. dubna 1941 jako dvoumístný průzkumný a lehký bombardovací stroj. Pohon zajišťovaly dva hvězdicové motory Fiat A-74 RC-38 s výkonem po 617 kW. Pozorovatel měl pracoviště v zasklené příďové kabině.
Druhý prototyp FC.20bis (MM.404) měl kratší nezasklenou příď s pilotním prostorem posunutým dozadu. V přídi byl instalován kanón Breda ráže 37 mm. V kořenech křídla u trupu byly vestavěny dva pevné kulomety Breda-SAFAT ráže 12,7 mm. Za pilotním prostorem měl kabinu střelec ovládající plochou polozatažitelnou střeleckou věž Scotti s pohyblivým kulometem 12,7 mm. Stroj mohl nést dvě pumy po 125 kg na vnějších závěsech, nebo 126 malých dvoukilových pumiček proti živým cílům, uložených v pouzdrech v pumovnici.
Továrna CANSA postavila ověřovací sérii deseti kusů FC.20bis (MM.75566 až MM.75576), které byly předány mezi květnem a srpnem 1943. První prototyp byl přestavěn na verzi FC.20ter s vestavěným kanónem Breda ráže 37 mm v přídi a věží Scotti za pilotní kabinou. Zvýšenou hmotnost kompenzovaly pohonné jednotky Fiat A-80 RC-41 po 735 kW. Letové zkoušky nebyly dokončeny, stejně jako program zalétání FC.20quater. Byl to přestavěný letoun MM.75571 z ověřovací série poháněný dvěma řadovými motory Daimler-Benz DB 601A po 919 kW. Křídlové kulomety nahradily kanóny Mauser MG 151 ráže 20 mm.

## Nasazení
Prototyp FC.20bis byl v roce 1943 během testů na letišti v Guidonii pokusně nasazen proti americkým bombardérům Consolidated B-24 Liberator. Zkoušky prokázaly nízkou rychlost, značnou nestabilitu, sklony k pádu do vývrtky a pomalou stoupavost. Druhý neúspěšný pokus o nasazení proti B-24 provedl pilot Ricci v dubnu 1943.
Tři exempláře z ověřovací série sloužily do italské kapitulace na letišti Cerveteri u 173. strategické průzkumné letky.

## Specifikace (FC.20bis)

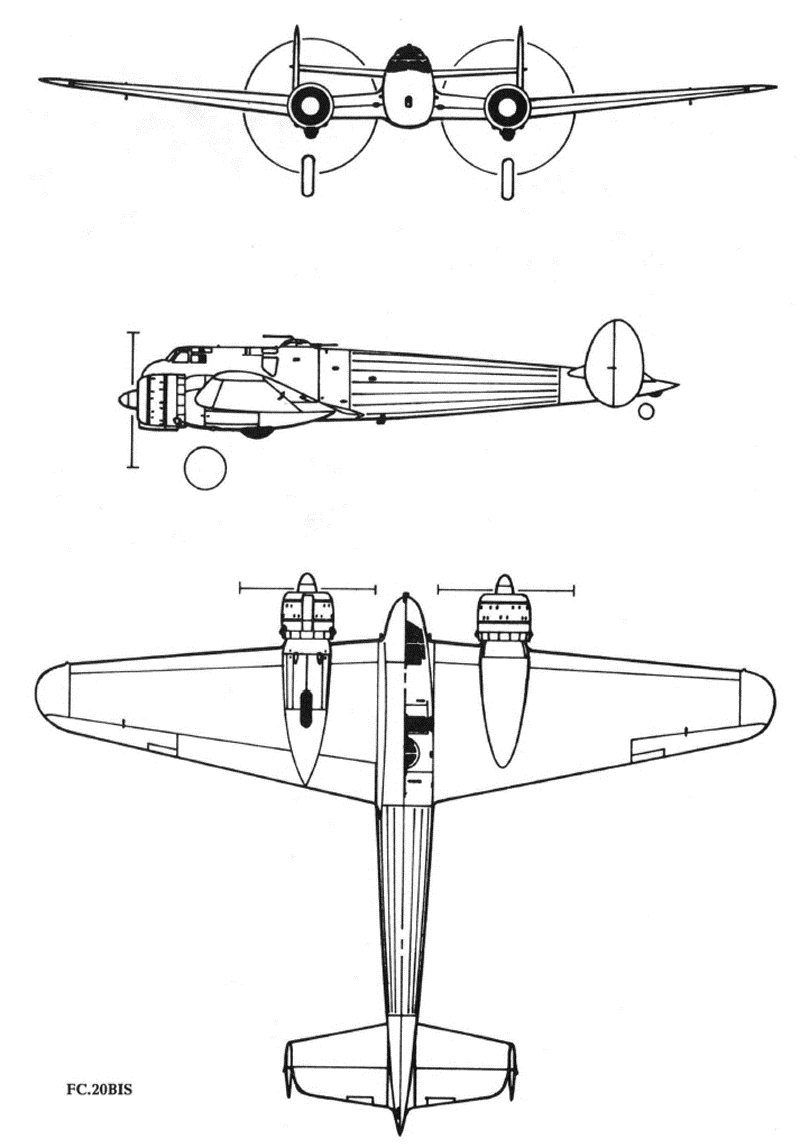
Třípohledový nákres FC.20

Údaje podle

### Technické údaje
- Osádka:
- Rozpětí: 16,00 m
- Délka: 12,18 m
- Výška: 4,03 m
- Nosná plocha: 40,00 m²
- Hmotnost prázdného letounu: 4770 kg
- Vzletová hmotnost: 6820 kg
- Pohonná jednotka:

### Výkony
- Maximální rychlost v 4500 m: 420 km/h
- Výstup na 6000 m: 19,3 min
- Dostup: 7350 m
- Dolet: 1150 km